# Красный (Мценский район)
Красный — посёлок в Мценском районе Орловской области России. Входит в состав Аникановского сельского поселения.

## География
Посёлок находится в северной части Орловской области, в лесостепной зоне, в пределах центральной части Среднерусской возвышенности, к востоку от реки Оки, на расстоянии примерно 8 километров (по прямой) к западу-юго-западу (WSW) от города Мценска, административного центра района. Абсолютная высота — 224 метра над уровнем моря.
Климат характеризуется как умеренно континентальный с умеренно-морозной зимой и теплым, иногда жарким летом. Средняя многолетняя температура самого холодного месяца — января, составляет −9,4°С, температура самого теплого +19°С.
Часовой пояс
Посёлок Красный, как и вся Орловская область, находится в часовой зоне МСК (московское время). Смещение применяемого времени относительно UTC составляет +3:00.

## Население
| 2010 |
| ---- |
| 9    |

Половой состав
По данным Всероссийской переписи населения 2010 года в гендерной структуре населения мужчины составляли 33,3 %, женщины — соответственно 66,7 %.
Национальный состав
Согласно результатам переписи 2002 года, в национальной структуре населения русские составляли 100 % из 22 чел.

## Улицы
Уличная сеть посёлка состоит из одной улицы (ул Садовая).